# Безлактозное молоко
Безлактозное молоко (регламентное наименование — продукт переработки молока безлактозный) — продукт переработки питьевого молока, в котором лактоза гидролизована или удалена.
Продукт предназначен для людей, страдающих непереносимостью лактозы. От обычного молока оно отличается только отсутствием или низким содержанием лактозы (например, по российскому регламенту допускается не более 0,1 г на 1 л готового к употреблению продукта). При этом производителями подбираются технологии, обеспечивающие сохранение продукту вкуса и прочих свойств питьевого молока.
Производство безлактозных молочных продуктов освоено в большинстве стран Западной Европы, Аргентине, Австралии, Канаде, Японии, Малайзии, Китай, Новой Зеландии, США. 

## Технологии производства
Технологии производства безлактозного молока делятся на две категории — традиционные и использующие ферментативное расщепление лактозы.
При традиционном способе пастеризованную молочную смесь особого состава сквашивают кисломолочной закваской, при этом компоненты подбираются таким образом, чтобы максимально сохранить молочный вкус.
При ферментативном расщеплении лактозы используется  искусственное получение лактазы в промышленных масштабах из грибов Aspergillus niger и Aspergillus oryzae или экстрагировании из дрожжей Kluyveromyces fragilis и Kluyveromyces lactis и добавлении её в молоко. Фермент расщепляет до 98 % лактозы в молоке. Если в литре обычного молока содержится около 50 г лактозы, то после добавления фермента её остаётся не более 1 г. Такая возможность появилась ещё в 1970-х годах, когда были получены первые коммерчески применимые ферменты для гидролиза лактозы. Получающееся низколактозное молоко обладает достаточно выраженным сладко-сливочным вкусом.
Технология мембранной фильтрации, разработанная Valio в 2001 году, позволяет получить продукт с содержанием лактозы менее 0,01 %. Основная стадия процесса — ультрафильтрация на мембране, в её результате из молока удаляется часть лактозы, лишь затем добавляется фермент лактазы, который удаляет остатки лактозы, при этом сладость конечного продукта не столь выражена, поскольку концентрация лактозы на этапе гидролиза уже снижена.

## Сравнительная характеристика
| Состав:                        | Обычное молоко | Безлактозное молоко |
| ------------------------------ | -------------- | ------------------- |
| Энергетическая ценность (ккал) | 46             | 39                  |
| Белки (г)                      | 3,2            | 3,3                 |
| Углеводы (г)                   | 4,8            | 3,1                 |
| Лактоза (г)                    | 4,8            | 0,01                |
| Жир (г)                        | 1,5            | 1,5                 |
| Кальций (мг)                   | 120            | 120                 |